# Abzeichen für Verdienste in der Mach-Mit-Bewegung
Das Abzeichen für Verdienste in der Mach-Mit-Bewegung war eine nichtstaatliche Auszeichnung  der Nationalen Front der Deutschen Demokratischen Republik (DDR), welche anlässlich des 20. Jahrestages der Gründung der DDR im Oktober 1969 gestiftet wurde, um Verdienste in der Aktion Schöner unsere Städte und Gemeinden – Mach mit! auszeichnen zu können. Es trat an die Stelle der bis dahin im Nationalen Aufbauwerk (NAW) vergebenen Auszeichnungen für das Nationale Aufbauwerk.
Die Verleihung des zunächst 32 mm hohen rechteckigen Abzeichens, später nur noch 24 mm, erfolgte dabei für Verdienste in der ehrenamtlichen Arbeit. Die rechteckige Ansteckplakette zeigt auf rotem Grund einen silbernen Baum, dessen Krone das Staatswappen der DDR (Hammer und Zirkel) darstellt. Links neben dem Stamm ist der Jahrestag der DDR 2 und rechts davon 0 zu lesen. Bei der kleineren Variante des Abzeichens, die nach 1969 verliehen wurde, wird die Jahreszahl nicht mehr gezeigt. Umschlossen wird das Symbol des Baumes von der Umschrift: SCHÖNER UNSERE STÄDTE UND GEMEINDEN und unten MACH MIT. Die Rückseite war glatt und zeigte eine querverlötete Nadel mit Gegenhaken. Kollektive und ganze Hausgemeinschaften erhielten dagegen eine größere Plakette, die nicht tragbar war, ansonsten jedoch gleich.
Die große Plakette war aus weißem Meißner Porzellan.

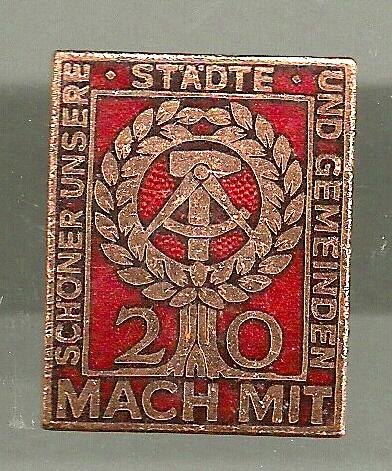
Ehrenplakette (Form 1969 zum 20. Jahrestag der DDR)
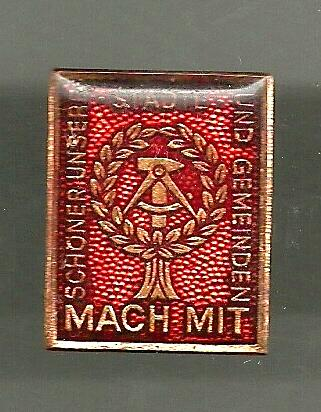
Ehrenplakette (Form nach 1969)
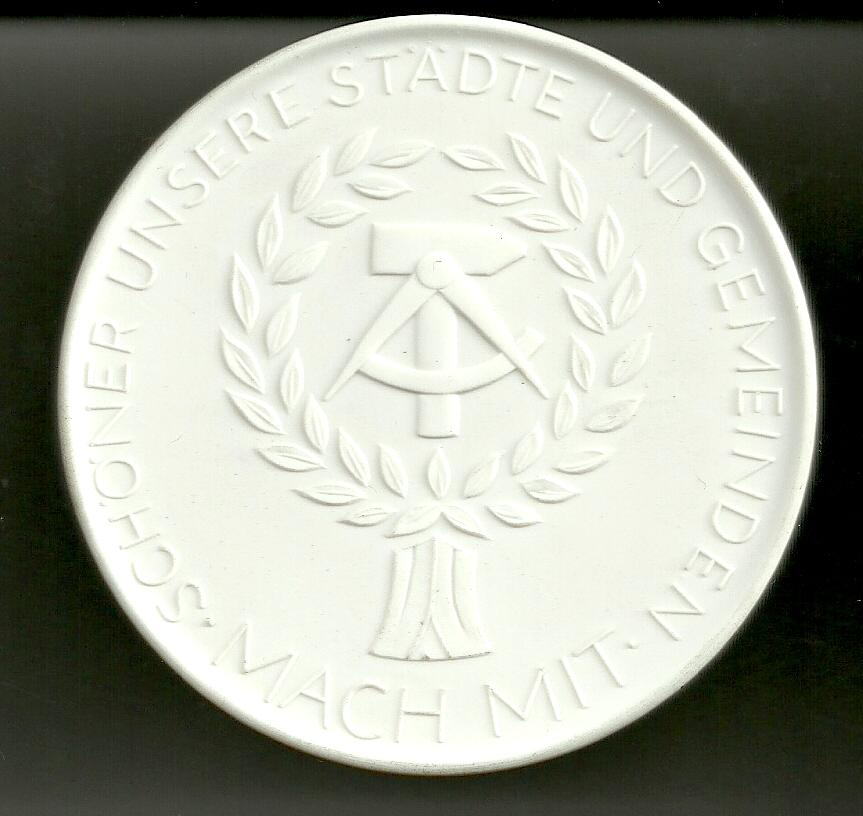
Kollektivauszeichnung: aus Meißner Porzellan